# Сондолово (Первомайский район)
Сондолово — деревня в Козском сельском округе Пречистенского сельского поселения Первомайского района Ярославской области России. 

## География
Деревня расположена на берегу речки Чёрная в 44 км на юго-запад от райцентра посёлка Пречистое.

## История
В 2 км на север от деревни на погосте Поздеево в 1823 году была построена каменная Церковь Всех Святых с престолами Всех Святых и Св. Пророка Ильи. В деревне Сондолове имелась деревянная часовня, выстроенная в 1879 году. 
В конце XIX — начале XX века деревня входила в состав Черностанской волости Любимского уезда Ярославской губернии.
С 1929 года деревня входила в состав Козского сельсовета Даниловского района, в 1935 — 1963 годах в составе Пречистенского района, с 1965 года — в составе Первомайского района, с 2005 года — в составе Пречистенского сельского поселения.

## Население
| 1859 | 2002 | 2007 | 2010 |
| ---- | ---- | ---- | ---- |
| 196  | ↘42  | ↘32  | ↘27  |

## Достопримечательности
Близ деревни в урочище Поздеево расположена недействующая Церковь Всех Святых (1823).